# Myrceugenia pilotantha
Myrceugenia pilotantha là một loài thực vật thuộc họ Myrtaceae. Đây là loài đặc hữu của Brasil.